# Zehitomo
株式会社Zehitomo（ゼヒトモ、英: Zehitomo inc,）は、東京都品川区に本社を置く企業。2015年設立。

## 概要
2015年、ジョーダン・フィッシャー（現会長）とジェームズ・マッカーティー（現COO）の両名によって設立された。
「やりたいことを当たり前にできる社会の実現」というビジョンのもと、オンライン顧客獲得プラットフォーム「ゼヒトモ」の運営を行っている。

## 事業内容
仕事をお願いしたい依頼者と、カメラマン、ヨガ講師、リフォーム事業者など様々な「プロ」をつなぐプラットフォーム。
サービスのカテゴリは、リフォーム、ヨガレッスン、出張カメラマン、出張シェフ、雪かき代行、ペットのお世話など500種類以上あり、全職種で20万人以上の事業者が登録。日本全国どこにいても登録することが可能。

## 沿革

### 2010年代
- 2015年8月 - 株式会社JAM Group（現 株式会社Zehitomo）設立
- 2017年7月 - 「株式会社Zehitomo」に社名変更
- 2017年11月 - 「コワーキングスペース向け利用者支援プログラム」をスタート
- 2017年7月 - 1.5億円を資金調達[1]
- 2017年8月 - 東京都港区・六本木に移転
- 2017年12月 - 対象エリアを全47都道府県に拡大[2]
- 2018年4月 - ロバート・シューマンがCTOに就任
- 2018年5月 - 4億円を資金調達[3]
- 2018年11月 - 東京都千代田区・半蔵門に移転[4]
- 2019年2月 - AIを活用した新サービス「スピードマッチ」をリリース

### 2020年代
- 2020年6月 - 8.2億円を資金調達[5]
- 2021年5月 - 「新有楽町ビル」に移転[6]
- 2021年7月 - 常盤橋タワーでライフスタイルサービス「Zehitomo Beauty」を提供開始[7]
- 2022年5月 - 累計調達額が26億円を突破[8]
- 2022年5月 - ロゴデザインをリニューアル[9]
- 2022年6月 - 三浦雄一郎が新たに取締役CEOに就任し、ジョーダン・フィッシャーは、代表取締役会長に就任
- 2022年6月 - 取締役会設置会社へ移行

## 出演

### テレビ
- ひるまえほっと（2019年4月19日、NHK総合テレビ・首都圏）[10]
- イチオシ!!（2022年2月2日、7日、北海道テレビ放送）

### 新聞
- 日経産業新聞（2017年7月27日、日本経済新聞社）[11]
- 日本経済新聞（2017年12月25日、日本経済新聞社）
- 日本経済新聞（2018年4月24日、日本経済新聞社）
- 日本経済新聞（2018年6月12日、日本経済新聞社）
- リフォーム産業新聞（2018年6月19日、リフォーム産業新聞社）
- 日経MJ（2018年8月22日、日本経済新聞社）[12]
- 日本経済新聞（2019年2月13日、日本経済新聞社）
- 日本経済新聞（2020年6月11日、日本経済新聞社）

### ラジオ
- 渋谷のラジオ×ホウドウキョクコラボSP（2017年6月27日、渋谷のラジオ）
- INNOVATION WORLD（2017年11月10日、J-WAVE）[13]